# Heinrich Friedrich Karl vom und zum Stein

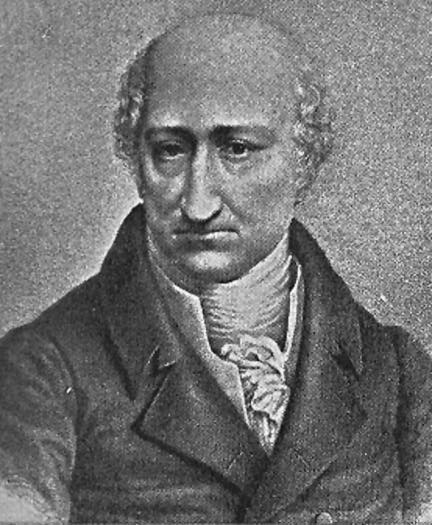
Baron vom Stein

Heinrich Friedrich Karl Reichsfreiherr vom und zum Stein (Nassau an der Lahn, 26 oktober 1757 – Slot Cappenberg, Westfalen, 29 juni 1831), vaak kortweg baron vom Stein genoemd, was een Pruisisch staatsman en hervormer.

## Carrière tot 1807
Baron vom Stein werd in 1757 geboren als telg uit een oud geslacht van rijksridders, dat op zijn goederen aan de Rijn en de Lahn alleen direct aan de keizer verantwoording schuldig was. Zijn jeugd bracht hij door in zijn geboorteplaats Nassau an der Lahn in Hessen. Hij was dus geen Pruis en beschouwde zichzelf als Duitser.
Na studies rechten, geschiedenis en staathuishoudkunde te Göttingen werd hij in 1780 ambtenaar in Pruisische dienst. Hij bekleedde verschillende functies in het Staatstoezicht op de Mijnen en was werkzaam bij de overheid in Wetzlar, Regensburg, Mainz en Kleef. Te Münster en Paderborn was hij verantwoordelijk voor het ten uitvoer brengen van de in de Reichsdeputationshauptschluss (1803) bepaalde secularisering. In 1804 werd hij minister van Financiën en Economische Zaken. Hij trachtte in deze functie door economische en financiële hervormingen Pruisen voor te bereiden op de strijd met Napoleon. Een belangrijke maatregel was het invoeren van de vrijhandel voor het binnenland. Zijn voorstel tot hervorming van het regeringssysteem werd echter niet gerealiseerd.

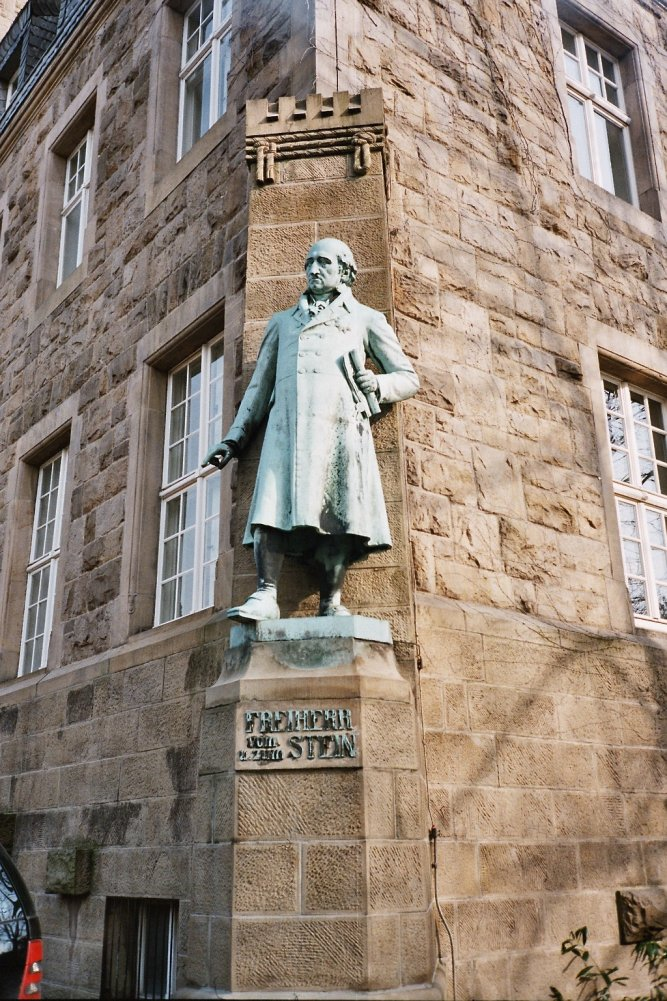
Standbeeld van Stein op het stadhuis van Wetter (Ruhr)

Na de door Pruisen verloren Slag bij Jena en Auerstedt (1806) adviseerde Stein koning Frederik Willem III de oorlog tegen Frankrijk voort te zetten en ingrijpende interne hervormingen door te voeren. Toen hij zijn aanvaarden van de hem aangeboden post van minister van Buitenlandse Zaken afhankelijk maakte van het afschaffen van het boven de ministeries staande koninklijke kabinet, ontsloeg Frederik Willem hem. Stein trok zich hierop terug in Nassau, waar hij zijn Nassauer Denkschrift over bestuurlijke hervorming schreef. Zijn belangrijkste punt was een uitbreiding van het zelfbestuur van gemeenten en provincies, waardoor alle burgers aan het staatsbestel zouden deelnemen.

## Pruisische hervormingen
Na de Vrede van Tilsit benoemde de koning Stein op aandringen van Napoleon en Karl August von Hardenberg tot eerste minister. Hij begon samen met Hardenberg meteen met het doorvoeren van de Pruisische hervormingen. Op 9 oktober 1807 werden de boeren in geheel Pruisen van hun Erbuntertänigkeit bevrijd, op 19 november 1808 kregen steden en gemeenten zelfbestuur en op 24 november werd het koninklijke kabinet vervangen door een kabinet met vijf onafhankelijke en verantwoordelijke ministers met een duidelijke taak (Binnenlandse Zaken, Buitenlandse Zaken, Financiën, Justitie en Oorlog).

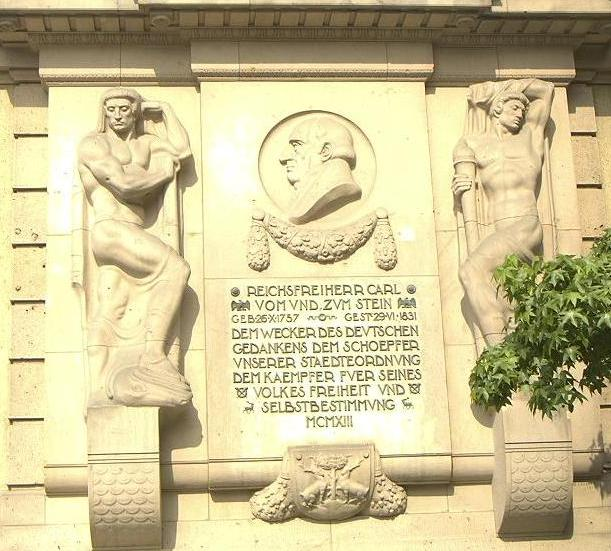
Gedenkplaat op het stadhuis van Berlijn-Schöneberg.
Rijksbaron Carl vom und zum Stein
Geb:26.10.1757 Gest:29.06.1831
Aan de wekker van de Duitse gedachte
Aan de schepper van ons gemeenterecht
Aan de strijder voor de vrijheid van zijn volk
en zelfbeschikking
1913

## Conflict met Napoleon
Toen Steins plan voor een Duitse volksopstand tegen het Franse juk uitlekte, verklaarde Napoleon hem tot "vijand van Frankrijk". Hij werd op 24 november 1808 ontslagen en ontvluchtte kort daarop het land. Na zich enige jaren in Brünn, Troppau en Praag te hebben opgehouden ging hij in mei 1812, toen hij vreesde uitgeleverd te worden, op uitnodiging van tsaar Alexander I naar Sint-Petersburg.
Na Napoleons nederlaag haalde Stein Alexander ertoe over de strijd tegen Napoleon als bevrijdingsoorlog op Duitse bodem voort te zetten. Hij bewoog in 1813 in Russische opdracht de Oost-Pruisische stenden tot een opstand tegen Napoleon en bracht daarna een Russisch-Pruisisch verbond tot stand.

## Na de napoleontische tijd
In opdracht van de Hoge Geallieerde Machten, vertegenwoordigd door de Centrale Commissie voor de administratie van de op Frankrijk heroverde landen, werden vanaf in januari 1814 onder leiding van Stein acht generaal-gouvernementen ingericht, die de heroverde gebieden voorlopig bestuurden tot een definitief verdrag zou zijn gesloten. 
Stein nam in 1814 zonder officiële opdracht als adviseur deel aan het Congres van Wenen, waar hij vergeefs een verenigd Duitsland onder Pruisische hegemonie bepleitte en zich tegen de restauratie van de oude orde uitsprak. Frederik Willem III wilde hem niet meer in de regering opnemen. In 1816 trok Stein zich terug uit de politiek. Hij leefde hierna afwisselend in Nassau en Frankfurt am Main, waar hij zich met historisch onderzoek bezighield. In 1819 stichtte hij de Gesellschaft für ältere deutsche Geschichte, die begon met het uitgeven van de Monumenta Germaniae Historica. Na onenigheid met de regering van het Hertogdom Nassau verhuisde hij naar zijn slot Cappenberg in Westfalen, waar hij op 29 juni 1831 stierf. Uit zijn huwelijk met Wilhelmine Gräfin von Wallmoden-Gimborn liet hij drie dochters na.
- Bibsys: 98078341
- Bibliothèque nationale de France: cb11969762r (data)
- Catàleg d'autoritats de noms i títols de Catalunya: 981058514723706706
- CiNii: DA02287563
- Gemeinsame Normdatei: 118617273
- International Standard Name Identifier: 0000 0001 0797 5458
- Library of Congress Control Number: n50034917
- Bibliotheek van het Japanse parlement: 00621511
- Nationale Bibliotheek van Tsjechië: ola2003169688
- Nationale bibliotheek van Australië: 35996848
- Nationale Bibliotheek van Israël: 987007268298605171
- Nationale Bibliotheek van Polen: a0000002813785
- Nederlandse Thesaurus van Auteursnamen: 071310142
- Réseau des bibliothèques de Suisse occidentale: 02-A000173690
- LIBRIS: 235902
- SNAC: w6fb5qhm
- Système universitaire de documentation: 027714128
- Trove: 1178056
- Virtual International Authority File: 18256525
- WorldCat: E39PBJbCKQbfVxGprKQdWPwHmd